# Felix Salm-Salm
Princ Felix Constantin Alexander Johann Nepomuk zu Salm-Salm (krajše le  Princ Felix Salm-Salm), pruski general, * 25. december 1828, † 18. avgust 1870.

## Življenje
Rodil se je v družini Florentina zu Salm-Salma in korziške princese Flaminia di Rossi.
Kot poklicni vojak je bil častnik oz. general v kar štirih državah na dveh celinah.